# Эйвазова, Зулейха
Зулейха Эйлаг кызы Эйвазова (азерб. Züleyxa Eylaq qızı Eyvazova, 1 апреля 1950, Баку, СССР) — советская, азербайджанская шахматистка, одна из немногих в мире женщин — шахматный композитор. Автор книги «Королевы шахматной композиции», о творчестве женщин в шахматной композиции от XIX до XX вв, изданной в Баку в 1986 году. Инженер-нефтемеханик, кандидат технических наук, доцент АГНА.

## Задачи
|   | a | b | c | d | e | f | g | h |   |
| - | --- | --- | --- | --- | --- | --- | --- | --- | - |
| 8 | c8 чёрная ладья · e7 белая ладья · h7 белая пешка · a6 чёрный ферзь · b6 белая пешка · d6 чёрная пешка · h6 чёрный слон · a5 белая ладья · b5 чёрный конь · d5 чёрный слон · g5 белая пешка · a4 чёрная пешка · b4 белый конь · d4 чёрный король · e4 белый конь · f4 белая пешка · b3 чёрная пешка · d3 белая пешка · g3 белый король · b2 белая пешка · c1 белый ферзь · d1 чёрный конь · f1 белый слон | c8 чёрная ладья · e7 белая ладья · h7 белая пешка · a6 чёрный ферзь · b6 белая пешка · d6 чёрная пешка · h6 чёрный слон · a5 белая ладья · b5 чёрный конь · d5 чёрный слон · g5 белая пешка · a4 чёрная пешка · b4 белый конь · d4 чёрный король · e4 белый конь · f4 белая пешка · b3 чёрная пешка · d3 белая пешка · g3 белый король · b2 белая пешка · c1 белый ферзь · d1 чёрный конь · f1 белый слон | c8 чёрная ладья · e7 белая ладья · h7 белая пешка · a6 чёрный ферзь · b6 белая пешка · d6 чёрная пешка · h6 чёрный слон · a5 белая ладья · b5 чёрный конь · d5 чёрный слон · g5 белая пешка · a4 чёрная пешка · b4 белый конь · d4 чёрный король · e4 белый конь · f4 белая пешка · b3 чёрная пешка · d3 белая пешка · g3 белый король · b2 белая пешка · c1 белый ферзь · d1 чёрный конь · f1 белый слон | c8 чёрная ладья · e7 белая ладья · h7 белая пешка · a6 чёрный ферзь · b6 белая пешка · d6 чёрная пешка · h6 чёрный слон · a5 белая ладья · b5 чёрный конь · d5 чёрный слон · g5 белая пешка · a4 чёрная пешка · b4 белый конь · d4 чёрный король · e4 белый конь · f4 белая пешка · b3 чёрная пешка · d3 белая пешка · g3 белый король · b2 белая пешка · c1 белый ферзь · d1 чёрный конь · f1 белый слон | c8 чёрная ладья · e7 белая ладья · h7 белая пешка · a6 чёрный ферзь · b6 белая пешка · d6 чёрная пешка · h6 чёрный слон · a5 белая ладья · b5 чёрный конь · d5 чёрный слон · g5 белая пешка · a4 чёрная пешка · b4 белый конь · d4 чёрный король · e4 белый конь · f4 белая пешка · b3 чёрная пешка · d3 белая пешка · g3 белый король · b2 белая пешка · c1 белый ферзь · d1 чёрный конь · f1 белый слон | c8 чёрная ладья · e7 белая ладья · h7 белая пешка · a6 чёрный ферзь · b6 белая пешка · d6 чёрная пешка · h6 чёрный слон · a5 белая ладья · b5 чёрный конь · d5 чёрный слон · g5 белая пешка · a4 чёрная пешка · b4 белый конь · d4 чёрный король · e4 белый конь · f4 белая пешка · b3 чёрная пешка · d3 белая пешка · g3 белый король · b2 белая пешка · c1 белый ферзь · d1 чёрный конь · f1 белый слон | c8 чёрная ладья · e7 белая ладья · h7 белая пешка · a6 чёрный ферзь · b6 белая пешка · d6 чёрная пешка · h6 чёрный слон · a5 белая ладья · b5 чёрный конь · d5 чёрный слон · g5 белая пешка · a4 чёрная пешка · b4 белый конь · d4 чёрный король · e4 белый конь · f4 белая пешка · b3 чёрная пешка · d3 белая пешка · g3 белый король · b2 белая пешка · c1 белый ферзь · d1 чёрный конь · f1 белый слон | c8 чёрная ладья · e7 белая ладья · h7 белая пешка · a6 чёрный ферзь · b6 белая пешка · d6 чёрная пешка · h6 чёрный слон · a5 белая ладья · b5 чёрный конь · d5 чёрный слон · g5 белая пешка · a4 чёрная пешка · b4 белый конь · d4 чёрный король · e4 белый конь · f4 белая пешка · b3 чёрная пешка · d3 белая пешка · g3 белый король · b2 белая пешка · c1 белый ферзь · d1 чёрный конь · f1 белый слон | 8 |
| 7 | c8 чёрная ладья · e7 белая ладья · h7 белая пешка · a6 чёрный ферзь · b6 белая пешка · d6 чёрная пешка · h6 чёрный слон · a5 белая ладья · b5 чёрный конь · d5 чёрный слон · g5 белая пешка · a4 чёрная пешка · b4 белый конь · d4 чёрный король · e4 белый конь · f4 белая пешка · b3 чёрная пешка · d3 белая пешка · g3 белый король · b2 белая пешка · c1 белый ферзь · d1 чёрный конь · f1 белый слон | c8 чёрная ладья · e7 белая ладья · h7 белая пешка · a6 чёрный ферзь · b6 белая пешка · d6 чёрная пешка · h6 чёрный слон · a5 белая ладья · b5 чёрный конь · d5 чёрный слон · g5 белая пешка · a4 чёрная пешка · b4 белый конь · d4 чёрный король · e4 белый конь · f4 белая пешка · b3 чёрная пешка · d3 белая пешка · g3 белый король · b2 белая пешка · c1 белый ферзь · d1 чёрный конь · f1 белый слон | c8 чёрная ладья · e7 белая ладья · h7 белая пешка · a6 чёрный ферзь · b6 белая пешка · d6 чёрная пешка · h6 чёрный слон · a5 белая ладья · b5 чёрный конь · d5 чёрный слон · g5 белая пешка · a4 чёрная пешка · b4 белый конь · d4 чёрный король · e4 белый конь · f4 белая пешка · b3 чёрная пешка · d3 белая пешка · g3 белый король · b2 белая пешка · c1 белый ферзь · d1 чёрный конь · f1 белый слон | c8 чёрная ладья · e7 белая ладья · h7 белая пешка · a6 чёрный ферзь · b6 белая пешка · d6 чёрная пешка · h6 чёрный слон · a5 белая ладья · b5 чёрный конь · d5 чёрный слон · g5 белая пешка · a4 чёрная пешка · b4 белый конь · d4 чёрный король · e4 белый конь · f4 белая пешка · b3 чёрная пешка · d3 белая пешка · g3 белый король · b2 белая пешка · c1 белый ферзь · d1 чёрный конь · f1 белый слон | c8 чёрная ладья · e7 белая ладья · h7 белая пешка · a6 чёрный ферзь · b6 белая пешка · d6 чёрная пешка · h6 чёрный слон · a5 белая ладья · b5 чёрный конь · d5 чёрный слон · g5 белая пешка · a4 чёрная пешка · b4 белый конь · d4 чёрный король · e4 белый конь · f4 белая пешка · b3 чёрная пешка · d3 белая пешка · g3 белый король · b2 белая пешка · c1 белый ферзь · d1 чёрный конь · f1 белый слон | c8 чёрная ладья · e7 белая ладья · h7 белая пешка · a6 чёрный ферзь · b6 белая пешка · d6 чёрная пешка · h6 чёрный слон · a5 белая ладья · b5 чёрный конь · d5 чёрный слон · g5 белая пешка · a4 чёрная пешка · b4 белый конь · d4 чёрный король · e4 белый конь · f4 белая пешка · b3 чёрная пешка · d3 белая пешка · g3 белый король · b2 белая пешка · c1 белый ферзь · d1 чёрный конь · f1 белый слон | c8 чёрная ладья · e7 белая ладья · h7 белая пешка · a6 чёрный ферзь · b6 белая пешка · d6 чёрная пешка · h6 чёрный слон · a5 белая ладья · b5 чёрный конь · d5 чёрный слон · g5 белая пешка · a4 чёрная пешка · b4 белый конь · d4 чёрный король · e4 белый конь · f4 белая пешка · b3 чёрная пешка · d3 белая пешка · g3 белый король · b2 белая пешка · c1 белый ферзь · d1 чёрный конь · f1 белый слон | c8 чёрная ладья · e7 белая ладья · h7 белая пешка · a6 чёрный ферзь · b6 белая пешка · d6 чёрная пешка · h6 чёрный слон · a5 белая ладья · b5 чёрный конь · d5 чёрный слон · g5 белая пешка · a4 чёрная пешка · b4 белый конь · d4 чёрный король · e4 белый конь · f4 белая пешка · b3 чёрная пешка · d3 белая пешка · g3 белый король · b2 белая пешка · c1 белый ферзь · d1 чёрный конь · f1 белый слон | 7 |
| 6 | c8 чёрная ладья · e7 белая ладья · h7 белая пешка · a6 чёрный ферзь · b6 белая пешка · d6 чёрная пешка · h6 чёрный слон · a5 белая ладья · b5 чёрный конь · d5 чёрный слон · g5 белая пешка · a4 чёрная пешка · b4 белый конь · d4 чёрный король · e4 белый конь · f4 белая пешка · b3 чёрная пешка · d3 белая пешка · g3 белый король · b2 белая пешка · c1 белый ферзь · d1 чёрный конь · f1 белый слон | c8 чёрная ладья · e7 белая ладья · h7 белая пешка · a6 чёрный ферзь · b6 белая пешка · d6 чёрная пешка · h6 чёрный слон · a5 белая ладья · b5 чёрный конь · d5 чёрный слон · g5 белая пешка · a4 чёрная пешка · b4 белый конь · d4 чёрный король · e4 белый конь · f4 белая пешка · b3 чёрная пешка · d3 белая пешка · g3 белый король · b2 белая пешка · c1 белый ферзь · d1 чёрный конь · f1 белый слон | c8 чёрная ладья · e7 белая ладья · h7 белая пешка · a6 чёрный ферзь · b6 белая пешка · d6 чёрная пешка · h6 чёрный слон · a5 белая ладья · b5 чёрный конь · d5 чёрный слон · g5 белая пешка · a4 чёрная пешка · b4 белый конь · d4 чёрный король · e4 белый конь · f4 белая пешка · b3 чёрная пешка · d3 белая пешка · g3 белый король · b2 белая пешка · c1 белый ферзь · d1 чёрный конь · f1 белый слон | c8 чёрная ладья · e7 белая ладья · h7 белая пешка · a6 чёрный ферзь · b6 белая пешка · d6 чёрная пешка · h6 чёрный слон · a5 белая ладья · b5 чёрный конь · d5 чёрный слон · g5 белая пешка · a4 чёрная пешка · b4 белый конь · d4 чёрный король · e4 белый конь · f4 белая пешка · b3 чёрная пешка · d3 белая пешка · g3 белый король · b2 белая пешка · c1 белый ферзь · d1 чёрный конь · f1 белый слон | c8 чёрная ладья · e7 белая ладья · h7 белая пешка · a6 чёрный ферзь · b6 белая пешка · d6 чёрная пешка · h6 чёрный слон · a5 белая ладья · b5 чёрный конь · d5 чёрный слон · g5 белая пешка · a4 чёрная пешка · b4 белый конь · d4 чёрный король · e4 белый конь · f4 белая пешка · b3 чёрная пешка · d3 белая пешка · g3 белый король · b2 белая пешка · c1 белый ферзь · d1 чёрный конь · f1 белый слон | c8 чёрная ладья · e7 белая ладья · h7 белая пешка · a6 чёрный ферзь · b6 белая пешка · d6 чёрная пешка · h6 чёрный слон · a5 белая ладья · b5 чёрный конь · d5 чёрный слон · g5 белая пешка · a4 чёрная пешка · b4 белый конь · d4 чёрный король · e4 белый конь · f4 белая пешка · b3 чёрная пешка · d3 белая пешка · g3 белый король · b2 белая пешка · c1 белый ферзь · d1 чёрный конь · f1 белый слон | c8 чёрная ладья · e7 белая ладья · h7 белая пешка · a6 чёрный ферзь · b6 белая пешка · d6 чёрная пешка · h6 чёрный слон · a5 белая ладья · b5 чёрный конь · d5 чёрный слон · g5 белая пешка · a4 чёрная пешка · b4 белый конь · d4 чёрный король · e4 белый конь · f4 белая пешка · b3 чёрная пешка · d3 белая пешка · g3 белый король · b2 белая пешка · c1 белый ферзь · d1 чёрный конь · f1 белый слон | c8 чёрная ладья · e7 белая ладья · h7 белая пешка · a6 чёрный ферзь · b6 белая пешка · d6 чёрная пешка · h6 чёрный слон · a5 белая ладья · b5 чёрный конь · d5 чёрный слон · g5 белая пешка · a4 чёрная пешка · b4 белый конь · d4 чёрный король · e4 белый конь · f4 белая пешка · b3 чёрная пешка · d3 белая пешка · g3 белый король · b2 белая пешка · c1 белый ферзь · d1 чёрный конь · f1 белый слон | 6 |
| 5 | c8 чёрная ладья · e7 белая ладья · h7 белая пешка · a6 чёрный ферзь · b6 белая пешка · d6 чёрная пешка · h6 чёрный слон · a5 белая ладья · b5 чёрный конь · d5 чёрный слон · g5 белая пешка · a4 чёрная пешка · b4 белый конь · d4 чёрный король · e4 белый конь · f4 белая пешка · b3 чёрная пешка · d3 белая пешка · g3 белый король · b2 белая пешка · c1 белый ферзь · d1 чёрный конь · f1 белый слон | c8 чёрная ладья · e7 белая ладья · h7 белая пешка · a6 чёрный ферзь · b6 белая пешка · d6 чёрная пешка · h6 чёрный слон · a5 белая ладья · b5 чёрный конь · d5 чёрный слон · g5 белая пешка · a4 чёрная пешка · b4 белый конь · d4 чёрный король · e4 белый конь · f4 белая пешка · b3 чёрная пешка · d3 белая пешка · g3 белый король · b2 белая пешка · c1 белый ферзь · d1 чёрный конь · f1 белый слон | c8 чёрная ладья · e7 белая ладья · h7 белая пешка · a6 чёрный ферзь · b6 белая пешка · d6 чёрная пешка · h6 чёрный слон · a5 белая ладья · b5 чёрный конь · d5 чёрный слон · g5 белая пешка · a4 чёрная пешка · b4 белый конь · d4 чёрный король · e4 белый конь · f4 белая пешка · b3 чёрная пешка · d3 белая пешка · g3 белый король · b2 белая пешка · c1 белый ферзь · d1 чёрный конь · f1 белый слон | c8 чёрная ладья · e7 белая ладья · h7 белая пешка · a6 чёрный ферзь · b6 белая пешка · d6 чёрная пешка · h6 чёрный слон · a5 белая ладья · b5 чёрный конь · d5 чёрный слон · g5 белая пешка · a4 чёрная пешка · b4 белый конь · d4 чёрный король · e4 белый конь · f4 белая пешка · b3 чёрная пешка · d3 белая пешка · g3 белый король · b2 белая пешка · c1 белый ферзь · d1 чёрный конь · f1 белый слон | c8 чёрная ладья · e7 белая ладья · h7 белая пешка · a6 чёрный ферзь · b6 белая пешка · d6 чёрная пешка · h6 чёрный слон · a5 белая ладья · b5 чёрный конь · d5 чёрный слон · g5 белая пешка · a4 чёрная пешка · b4 белый конь · d4 чёрный король · e4 белый конь · f4 белая пешка · b3 чёрная пешка · d3 белая пешка · g3 белый король · b2 белая пешка · c1 белый ферзь · d1 чёрный конь · f1 белый слон | c8 чёрная ладья · e7 белая ладья · h7 белая пешка · a6 чёрный ферзь · b6 белая пешка · d6 чёрная пешка · h6 чёрный слон · a5 белая ладья · b5 чёрный конь · d5 чёрный слон · g5 белая пешка · a4 чёрная пешка · b4 белый конь · d4 чёрный король · e4 белый конь · f4 белая пешка · b3 чёрная пешка · d3 белая пешка · g3 белый король · b2 белая пешка · c1 белый ферзь · d1 чёрный конь · f1 белый слон | c8 чёрная ладья · e7 белая ладья · h7 белая пешка · a6 чёрный ферзь · b6 белая пешка · d6 чёрная пешка · h6 чёрный слон · a5 белая ладья · b5 чёрный конь · d5 чёрный слон · g5 белая пешка · a4 чёрная пешка · b4 белый конь · d4 чёрный король · e4 белый конь · f4 белая пешка · b3 чёрная пешка · d3 белая пешка · g3 белый король · b2 белая пешка · c1 белый ферзь · d1 чёрный конь · f1 белый слон | c8 чёрная ладья · e7 белая ладья · h7 белая пешка · a6 чёрный ферзь · b6 белая пешка · d6 чёрная пешка · h6 чёрный слон · a5 белая ладья · b5 чёрный конь · d5 чёрный слон · g5 белая пешка · a4 чёрная пешка · b4 белый конь · d4 чёрный король · e4 белый конь · f4 белая пешка · b3 чёрная пешка · d3 белая пешка · g3 белый король · b2 белая пешка · c1 белый ферзь · d1 чёрный конь · f1 белый слон | 5 |
| 4 | c8 чёрная ладья · e7 белая ладья · h7 белая пешка · a6 чёрный ферзь · b6 белая пешка · d6 чёрная пешка · h6 чёрный слон · a5 белая ладья · b5 чёрный конь · d5 чёрный слон · g5 белая пешка · a4 чёрная пешка · b4 белый конь · d4 чёрный король · e4 белый конь · f4 белая пешка · b3 чёрная пешка · d3 белая пешка · g3 белый король · b2 белая пешка · c1 белый ферзь · d1 чёрный конь · f1 белый слон | c8 чёрная ладья · e7 белая ладья · h7 белая пешка · a6 чёрный ферзь · b6 белая пешка · d6 чёрная пешка · h6 чёрный слон · a5 белая ладья · b5 чёрный конь · d5 чёрный слон · g5 белая пешка · a4 чёрная пешка · b4 белый конь · d4 чёрный король · e4 белый конь · f4 белая пешка · b3 чёрная пешка · d3 белая пешка · g3 белый король · b2 белая пешка · c1 белый ферзь · d1 чёрный конь · f1 белый слон | c8 чёрная ладья · e7 белая ладья · h7 белая пешка · a6 чёрный ферзь · b6 белая пешка · d6 чёрная пешка · h6 чёрный слон · a5 белая ладья · b5 чёрный конь · d5 чёрный слон · g5 белая пешка · a4 чёрная пешка · b4 белый конь · d4 чёрный король · e4 белый конь · f4 белая пешка · b3 чёрная пешка · d3 белая пешка · g3 белый король · b2 белая пешка · c1 белый ферзь · d1 чёрный конь · f1 белый слон | c8 чёрная ладья · e7 белая ладья · h7 белая пешка · a6 чёрный ферзь · b6 белая пешка · d6 чёрная пешка · h6 чёрный слон · a5 белая ладья · b5 чёрный конь · d5 чёрный слон · g5 белая пешка · a4 чёрная пешка · b4 белый конь · d4 чёрный король · e4 белый конь · f4 белая пешка · b3 чёрная пешка · d3 белая пешка · g3 белый король · b2 белая пешка · c1 белый ферзь · d1 чёрный конь · f1 белый слон | c8 чёрная ладья · e7 белая ладья · h7 белая пешка · a6 чёрный ферзь · b6 белая пешка · d6 чёрная пешка · h6 чёрный слон · a5 белая ладья · b5 чёрный конь · d5 чёрный слон · g5 белая пешка · a4 чёрная пешка · b4 белый конь · d4 чёрный король · e4 белый конь · f4 белая пешка · b3 чёрная пешка · d3 белая пешка · g3 белый король · b2 белая пешка · c1 белый ферзь · d1 чёрный конь · f1 белый слон | c8 чёрная ладья · e7 белая ладья · h7 белая пешка · a6 чёрный ферзь · b6 белая пешка · d6 чёрная пешка · h6 чёрный слон · a5 белая ладья · b5 чёрный конь · d5 чёрный слон · g5 белая пешка · a4 чёрная пешка · b4 белый конь · d4 чёрный король · e4 белый конь · f4 белая пешка · b3 чёрная пешка · d3 белая пешка · g3 белый король · b2 белая пешка · c1 белый ферзь · d1 чёрный конь · f1 белый слон | c8 чёрная ладья · e7 белая ладья · h7 белая пешка · a6 чёрный ферзь · b6 белая пешка · d6 чёрная пешка · h6 чёрный слон · a5 белая ладья · b5 чёрный конь · d5 чёрный слон · g5 белая пешка · a4 чёрная пешка · b4 белый конь · d4 чёрный король · e4 белый конь · f4 белая пешка · b3 чёрная пешка · d3 белая пешка · g3 белый король · b2 белая пешка · c1 белый ферзь · d1 чёрный конь · f1 белый слон | c8 чёрная ладья · e7 белая ладья · h7 белая пешка · a6 чёрный ферзь · b6 белая пешка · d6 чёрная пешка · h6 чёрный слон · a5 белая ладья · b5 чёрный конь · d5 чёрный слон · g5 белая пешка · a4 чёрная пешка · b4 белый конь · d4 чёрный король · e4 белый конь · f4 белая пешка · b3 чёрная пешка · d3 белая пешка · g3 белый король · b2 белая пешка · c1 белый ферзь · d1 чёрный конь · f1 белый слон | 4 |
| 3 | c8 чёрная ладья · e7 белая ладья · h7 белая пешка · a6 чёрный ферзь · b6 белая пешка · d6 чёрная пешка · h6 чёрный слон · a5 белая ладья · b5 чёрный конь · d5 чёрный слон · g5 белая пешка · a4 чёрная пешка · b4 белый конь · d4 чёрный король · e4 белый конь · f4 белая пешка · b3 чёрная пешка · d3 белая пешка · g3 белый король · b2 белая пешка · c1 белый ферзь · d1 чёрный конь · f1 белый слон | c8 чёрная ладья · e7 белая ладья · h7 белая пешка · a6 чёрный ферзь · b6 белая пешка · d6 чёрная пешка · h6 чёрный слон · a5 белая ладья · b5 чёрный конь · d5 чёрный слон · g5 белая пешка · a4 чёрная пешка · b4 белый конь · d4 чёрный король · e4 белый конь · f4 белая пешка · b3 чёрная пешка · d3 белая пешка · g3 белый король · b2 белая пешка · c1 белый ферзь · d1 чёрный конь · f1 белый слон | c8 чёрная ладья · e7 белая ладья · h7 белая пешка · a6 чёрный ферзь · b6 белая пешка · d6 чёрная пешка · h6 чёрный слон · a5 белая ладья · b5 чёрный конь · d5 чёрный слон · g5 белая пешка · a4 чёрная пешка · b4 белый конь · d4 чёрный король · e4 белый конь · f4 белая пешка · b3 чёрная пешка · d3 белая пешка · g3 белый король · b2 белая пешка · c1 белый ферзь · d1 чёрный конь · f1 белый слон | c8 чёрная ладья · e7 белая ладья · h7 белая пешка · a6 чёрный ферзь · b6 белая пешка · d6 чёрная пешка · h6 чёрный слон · a5 белая ладья · b5 чёрный конь · d5 чёрный слон · g5 белая пешка · a4 чёрная пешка · b4 белый конь · d4 чёрный король · e4 белый конь · f4 белая пешка · b3 чёрная пешка · d3 белая пешка · g3 белый король · b2 белая пешка · c1 белый ферзь · d1 чёрный конь · f1 белый слон | c8 чёрная ладья · e7 белая ладья · h7 белая пешка · a6 чёрный ферзь · b6 белая пешка · d6 чёрная пешка · h6 чёрный слон · a5 белая ладья · b5 чёрный конь · d5 чёрный слон · g5 белая пешка · a4 чёрная пешка · b4 белый конь · d4 чёрный король · e4 белый конь · f4 белая пешка · b3 чёрная пешка · d3 белая пешка · g3 белый король · b2 белая пешка · c1 белый ферзь · d1 чёрный конь · f1 белый слон | c8 чёрная ладья · e7 белая ладья · h7 белая пешка · a6 чёрный ферзь · b6 белая пешка · d6 чёрная пешка · h6 чёрный слон · a5 белая ладья · b5 чёрный конь · d5 чёрный слон · g5 белая пешка · a4 чёрная пешка · b4 белый конь · d4 чёрный король · e4 белый конь · f4 белая пешка · b3 чёрная пешка · d3 белая пешка · g3 белый король · b2 белая пешка · c1 белый ферзь · d1 чёрный конь · f1 белый слон | c8 чёрная ладья · e7 белая ладья · h7 белая пешка · a6 чёрный ферзь · b6 белая пешка · d6 чёрная пешка · h6 чёрный слон · a5 белая ладья · b5 чёрный конь · d5 чёрный слон · g5 белая пешка · a4 чёрная пешка · b4 белый конь · d4 чёрный король · e4 белый конь · f4 белая пешка · b3 чёрная пешка · d3 белая пешка · g3 белый король · b2 белая пешка · c1 белый ферзь · d1 чёрный конь · f1 белый слон | c8 чёрная ладья · e7 белая ладья · h7 белая пешка · a6 чёрный ферзь · b6 белая пешка · d6 чёрная пешка · h6 чёрный слон · a5 белая ладья · b5 чёрный конь · d5 чёрный слон · g5 белая пешка · a4 чёрная пешка · b4 белый конь · d4 чёрный король · e4 белый конь · f4 белая пешка · b3 чёрная пешка · d3 белая пешка · g3 белый король · b2 белая пешка · c1 белый ферзь · d1 чёрный конь · f1 белый слон | 3 |
| 2 | c8 чёрная ладья · e7 белая ладья · h7 белая пешка · a6 чёрный ферзь · b6 белая пешка · d6 чёрная пешка · h6 чёрный слон · a5 белая ладья · b5 чёрный конь · d5 чёрный слон · g5 белая пешка · a4 чёрная пешка · b4 белый конь · d4 чёрный король · e4 белый конь · f4 белая пешка · b3 чёрная пешка · d3 белая пешка · g3 белый король · b2 белая пешка · c1 белый ферзь · d1 чёрный конь · f1 белый слон | c8 чёрная ладья · e7 белая ладья · h7 белая пешка · a6 чёрный ферзь · b6 белая пешка · d6 чёрная пешка · h6 чёрный слон · a5 белая ладья · b5 чёрный конь · d5 чёрный слон · g5 белая пешка · a4 чёрная пешка · b4 белый конь · d4 чёрный король · e4 белый конь · f4 белая пешка · b3 чёрная пешка · d3 белая пешка · g3 белый король · b2 белая пешка · c1 белый ферзь · d1 чёрный конь · f1 белый слон | c8 чёрная ладья · e7 белая ладья · h7 белая пешка · a6 чёрный ферзь · b6 белая пешка · d6 чёрная пешка · h6 чёрный слон · a5 белая ладья · b5 чёрный конь · d5 чёрный слон · g5 белая пешка · a4 чёрная пешка · b4 белый конь · d4 чёрный король · e4 белый конь · f4 белая пешка · b3 чёрная пешка · d3 белая пешка · g3 белый король · b2 белая пешка · c1 белый ферзь · d1 чёрный конь · f1 белый слон | c8 чёрная ладья · e7 белая ладья · h7 белая пешка · a6 чёрный ферзь · b6 белая пешка · d6 чёрная пешка · h6 чёрный слон · a5 белая ладья · b5 чёрный конь · d5 чёрный слон · g5 белая пешка · a4 чёрная пешка · b4 белый конь · d4 чёрный король · e4 белый конь · f4 белая пешка · b3 чёрная пешка · d3 белая пешка · g3 белый король · b2 белая пешка · c1 белый ферзь · d1 чёрный конь · f1 белый слон | c8 чёрная ладья · e7 белая ладья · h7 белая пешка · a6 чёрный ферзь · b6 белая пешка · d6 чёрная пешка · h6 чёрный слон · a5 белая ладья · b5 чёрный конь · d5 чёрный слон · g5 белая пешка · a4 чёрная пешка · b4 белый конь · d4 чёрный король · e4 белый конь · f4 белая пешка · b3 чёрная пешка · d3 белая пешка · g3 белый король · b2 белая пешка · c1 белый ферзь · d1 чёрный конь · f1 белый слон | c8 чёрная ладья · e7 белая ладья · h7 белая пешка · a6 чёрный ферзь · b6 белая пешка · d6 чёрная пешка · h6 чёрный слон · a5 белая ладья · b5 чёрный конь · d5 чёрный слон · g5 белая пешка · a4 чёрная пешка · b4 белый конь · d4 чёрный король · e4 белый конь · f4 белая пешка · b3 чёрная пешка · d3 белая пешка · g3 белый король · b2 белая пешка · c1 белый ферзь · d1 чёрный конь · f1 белый слон | c8 чёрная ладья · e7 белая ладья · h7 белая пешка · a6 чёрный ферзь · b6 белая пешка · d6 чёрная пешка · h6 чёрный слон · a5 белая ладья · b5 чёрный конь · d5 чёрный слон · g5 белая пешка · a4 чёрная пешка · b4 белый конь · d4 чёрный король · e4 белый конь · f4 белая пешка · b3 чёрная пешка · d3 белая пешка · g3 белый король · b2 белая пешка · c1 белый ферзь · d1 чёрный конь · f1 белый слон | c8 чёрная ладья · e7 белая ладья · h7 белая пешка · a6 чёрный ферзь · b6 белая пешка · d6 чёрная пешка · h6 чёрный слон · a5 белая ладья · b5 чёрный конь · d5 чёрный слон · g5 белая пешка · a4 чёрная пешка · b4 белый конь · d4 чёрный король · e4 белый конь · f4 белая пешка · b3 чёрная пешка · d3 белая пешка · g3 белый король · b2 белая пешка · c1 белый ферзь · d1 чёрный конь · f1 белый слон | 2 |
| 1 | c8 чёрная ладья · e7 белая ладья · h7 белая пешка · a6 чёрный ферзь · b6 белая пешка · d6 чёрная пешка · h6 чёрный слон · a5 белая ладья · b5 чёрный конь · d5 чёрный слон · g5 белая пешка · a4 чёрная пешка · b4 белый конь · d4 чёрный король · e4 белый конь · f4 белая пешка · b3 чёрная пешка · d3 белая пешка · g3 белый король · b2 белая пешка · c1 белый ферзь · d1 чёрный конь · f1 белый слон | c8 чёрная ладья · e7 белая ладья · h7 белая пешка · a6 чёрный ферзь · b6 белая пешка · d6 чёрная пешка · h6 чёрный слон · a5 белая ладья · b5 чёрный конь · d5 чёрный слон · g5 белая пешка · a4 чёрная пешка · b4 белый конь · d4 чёрный король · e4 белый конь · f4 белая пешка · b3 чёрная пешка · d3 белая пешка · g3 белый король · b2 белая пешка · c1 белый ферзь · d1 чёрный конь · f1 белый слон | c8 чёрная ладья · e7 белая ладья · h7 белая пешка · a6 чёрный ферзь · b6 белая пешка · d6 чёрная пешка · h6 чёрный слон · a5 белая ладья · b5 чёрный конь · d5 чёрный слон · g5 белая пешка · a4 чёрная пешка · b4 белый конь · d4 чёрный король · e4 белый конь · f4 белая пешка · b3 чёрная пешка · d3 белая пешка · g3 белый король · b2 белая пешка · c1 белый ферзь · d1 чёрный конь · f1 белый слон | c8 чёрная ладья · e7 белая ладья · h7 белая пешка · a6 чёрный ферзь · b6 белая пешка · d6 чёрная пешка · h6 чёрный слон · a5 белая ладья · b5 чёрный конь · d5 чёрный слон · g5 белая пешка · a4 чёрная пешка · b4 белый конь · d4 чёрный король · e4 белый конь · f4 белая пешка · b3 чёрная пешка · d3 белая пешка · g3 белый король · b2 белая пешка · c1 белый ферзь · d1 чёрный конь · f1 белый слон | c8 чёрная ладья · e7 белая ладья · h7 белая пешка · a6 чёрный ферзь · b6 белая пешка · d6 чёрная пешка · h6 чёрный слон · a5 белая ладья · b5 чёрный конь · d5 чёрный слон · g5 белая пешка · a4 чёрная пешка · b4 белый конь · d4 чёрный король · e4 белый конь · f4 белая пешка · b3 чёрная пешка · d3 белая пешка · g3 белый король · b2 белая пешка · c1 белый ферзь · d1 чёрный конь · f1 белый слон | c8 чёрная ладья · e7 белая ладья · h7 белая пешка · a6 чёрный ферзь · b6 белая пешка · d6 чёрная пешка · h6 чёрный слон · a5 белая ладья · b5 чёрный конь · d5 чёрный слон · g5 белая пешка · a4 чёрная пешка · b4 белый конь · d4 чёрный король · e4 белый конь · f4 белая пешка · b3 чёрная пешка · d3 белая пешка · g3 белый король · b2 белая пешка · c1 белый ферзь · d1 чёрный конь · f1 белый слон | c8 чёрная ладья · e7 белая ладья · h7 белая пешка · a6 чёрный ферзь · b6 белая пешка · d6 чёрная пешка · h6 чёрный слон · a5 белая ладья · b5 чёрный конь · d5 чёрный слон · g5 белая пешка · a4 чёрная пешка · b4 белый конь · d4 чёрный король · e4 белый конь · f4 белая пешка · b3 чёрная пешка · d3 белая пешка · g3 белый король · b2 белая пешка · c1 белый ферзь · d1 чёрный конь · f1 белый слон | c8 чёрная ладья · e7 белая ладья · h7 белая пешка · a6 чёрный ферзь · b6 белая пешка · d6 чёрная пешка · h6 чёрный слон · a5 белая ладья · b5 чёрный конь · d5 чёрный слон · g5 белая пешка · a4 чёрная пешка · b4 белый конь · d4 чёрный король · e4 белый конь · f4 белая пешка · b3 чёрная пешка · d3 белая пешка · g3 белый король · b2 белая пешка · c1 белый ферзь · d1 чёрный конь · f1 белый слон | 1 |
|   | a | b | c | d | e | f | g | h |   |

1.Кc5! с угрозой 2.Лe4+ С:e4 3.Кe6#,

1...Кc7 2.Кe6+ С:e6 (2...К:e6 3.Л:d5#) 3.Кc6#,

1...Лe8 2.Кс6+ С:с6 3.Фс4#,

1...dc 2.Фс4+ С:с4 3.Ле4#.
Цикл вторых-третьих ходов белых фигур.

Звёздочка чёрного слона.